# Horst Heyder
Horst Heyder (* 1924 in Dosdorf; † 2000 in Waldheim) war ein deutscher Designer, einer der bedeutendsten Möbel-Designer der DDR.

## Leben und Werk
Heyder absolvierte nach dem Abschluss der Grundschule eine Tischlerlehre. Von 1941 bis 1942 besuchte er in Erfurt die Thüringer Landesschule für angewandte Kunst, ehe er zur Wehrmacht eingezogen wurde und am Zweiten Weltkrieg teilnahm.
Von 1950 bis 1951 arbeitete er in Arnstadt als Möbeltischler. Dann setzte er bis 1953 sein Studium an der Fachschule für angewandte Kunst in Erfurt fort. In dieser Zeit erwarb er auch den Meistertitel in seinem Beruf. Von 1953 bis 1954 arbeitete er in Berlin in der Produktgestaltung der Deutschen Handelszentrale (DHZ) Möbel.
Seit dessen Gründung war er ab 1954 Gestalter im Entwurfsbüro Waldheim der Möbelindustrie der DDR (MKH Forschungsinstitut für Holztechnologie Dresden, Außenstelle Waldheim), dann Leiter des Büros. Er arbeitete häufig mit Hans Fiedler (* 1942) zusammen. 1979 erhielt Heyder den Designpreis der DDR.
Nach einem externen Studium an der Hochschule für industrielle Formgestaltung Halle erwarb er 1982 das Diplom als Industrieformgestalter.
Heyder entwarf vor allem Sitzmöbel für Wohnungen wie auch für Gaststätten und wichtige „Sondervorhaben“ wie den Berliner Palast der Republik, den Plenarsaal der Akademie der Künste, die Dresdner Semper-Oper. In einem Interview mit der Fachzeitschrift Form + Zweck (Heft 11/1975) beschrieb er die Grundsätze und Gegebenheiten seines Schaffens.

## Mitgliedschaften
- Bund der Architekten der DDR
- bis 1990: Verband Bildender Künstler der DDR

## Werke (Auswahl)
- Polsterstuhl (Stahldraht, Kunststoff-Polsterung; Mitte der 1950er Jahre; als Modell EW 1378 produziert in der „zusätzlichen Konsumgüterproduktion“ vom RAW Dessau)[2]
- Polstersessel „Bernburg“ (1958; produziert vom VEB Sitzmöbelindustrie Waldheim)[3]
- Armlehnsessel (Stahl, Polsterung mit schwarzem Schaumkunstlederbezug; 1966; produziert vom VEB Möbelwerke Waldheim)[4]
- Schalensessel (Fiberglas-verstärkte Polyesterschale, Schaumstoffpolsterung, gelber Textilbezug, Gussaluminium-Drehfuß; 1967; produziert vom VEB Polstermöbelfabrik Cottbus)[5]
- Armsessel (Metallrohr, verchromt, Textilbezug; um 1976; mit Hans Fiedler; produziert vom VEB Polstermöbel Variant Oelsa-Rabenau)[6]

## Ausstellungen (unvollständig)
- 1962/63 und 1967/68: Dresden, Fünfte und VI. Deutsche Kunstausstellung
- 1979: Leipzig, Bezirkskunstausstellung

## Weblink
- Horst Heyder (PDF) im Digitalen Porträtarchiv